# Morris (villa)
Morris es una villa ubicada en el condado de Otsego en el estado estadounidense de Nueva York. En el año 2000 tenía una población de 591 habitantes y una densidad poblacional de 313 personas por km².

## Geografía
Morris se encuentra ubicada en las coordenadas 42°32′53″N 75°14′41″O / 42.54806, -75.24472.

## Demografía
Según la Oficina del Censo en 2000 los ingresos medios por hogar en la localidad eran de $32,417, y los ingresos medios por familia eran $36,875. Los hombres tenían unos ingresos medios de $30,804 frente a los $25,750 para las mujeres. La renta per cápita para la localidad era de $17,388. Alrededor del 15.3% de la población estaban por debajo del umbral de pobreza.